# 三角バス
三角バス（さんかくバス）とは、バス上部の幅を絞ったバスの通称。

## 概要
西武バスが1950年代から1970年代まで埼玉県秩父地方の路線向けに、幅も狭く高さも低いトンネルを通行するために導入した特注車で、外観は中型の路線バス用車体に近いが、車体上部の幅を詰めるために、側面上半分を内側に大きく傾けた外観が特徴。三角と呼ばれていたが、実際の車体断面は六角形に近い。
1956年から1978年まで西武バス秩父営業所（現在の西武観光バス秩父営業所）の中津川線・三峰口駅 - 中津川間・日窒鉱山間（路線廃止）等に投入された例がある。
1956年に投入されたのはボンネット形の改造車で、1966年にはいすゞBF20形キャブオーバーバスの改造車に代替された。
その後、トンネルの整備が進んだため、1978年にリアエンジンバスに代替され廃車されたが、BF20形1台（A6-2466号車）が解体を惜しむバスファンのグループの手で保存され、のちに古巣の西武バスに引き取られて西武バス川越営業所で保存されている。なお、本車は自動車NOx・PM法および埼玉県生活環境保全条例（ディーゼル車規制条例）に抵触するため公道での走行はできず、通常は非公開であるが、イベント時などに展示されることがある。
、